# برنارد کروگر
برنارد کروگر، (به انگلیسی: Bernard Kroger) (زاده ۲۴ ژانویه ۱۸۶۰ - درگذشته ۲۱ ژوئیه ۱۹۳۸) کارآفرین، بازرگان و مدیر ارشد اجرایی آمریکایی آلمانی‌تبار بود، که در سال ۱۸۸۳ شرکت کروگر را تأسیس نمود.